# Matthew Birir
Pour les articles homonymes, voir Kiprotich.
Matthew Kiprotich Birir (né le 5 juillet 1972 à Eldama Ravine) est un athlète kényan, évoluant sur le 3 000 mètres steeple.

## Biographie
Comme beaucoup d'autres Kényans qui brillent ou ont brillé sur les pistes d'athlétisme, il est issu de l'école St. Patrick's High School basée à Iten. 
Âgé d'à peine 20 ans, il est sélectionné pour les Jeux olympiques de 1992 à Barcelone sur la discipline de prédilection des Kényans, le 3 000 mètres steeple. Lors de cette course, dont le favori est son compatriote Patrick Sang, il laisse l'autre Kényan William Mutwol mener avant de tous les devancer dans la dernière ligne droite.
Lors des compétitions suivantes, aux championnats du monde de 1993 puis lors des Jeux olympiques de 1996 à Atlanta, il finit au pied du podium.

### Palmarès
| Date | Compétition                   | Lieu      | Résultat | Performance   |
| ---- | ----------------------------- | --------- | -------- | ------------- |
| 1988 | Championnats du monde juniors | Sudbury   | 2e       | 8 min 44 s 54 |
| 1990 | Championnats du monde juniors | Plovdiv   | 1er      | 8 min 31 s 02 |
| 1992 | Jeux olympiques               | Barcelone | 1er      | 8 min 08 s 84 |
| 1993 | Championnats du monde         | Stuttgart | 4e       | 8 min 09 s 42 |
| 1995 | Championnats du monde         | Göteborg  | 9e       | 8 min 21 s 15 |
| 1996 | Jeux olympiques               | Atlanta   | 4e       | 8 min 17 s 18 |

### Records
| Épreuve              | Performance   | Lieu | Date        |
| -------------------- | ------------- | ---- | ----------- |
| 3 000 mètres steeple | 8 min 08 s 12 | Rome | 8 juin 1995 |